# Том Мур
Томас „Том“ Мур (роден на 7 януари 1977 г.) е ирландски режисьор, аниматор, илюстратор и художник на комикси. Той е съосновател на Cartoon Saloon с Нора Туоми и Пол Йънг, анимационно студио и продуцентска компания, базирана в Килкени, Ирландия. Първите му три игрални филма, Тайната на Келс (2009), режисиран съвместно с Нора Туоми, Песента на морето (2014) и Wolfwalkers  (2020), режисиран съвместно с Рос Стюарт, получават признание от критиката и всички са номинирани за Оскар за най-добър анимационен филм.

## Кариера
През последната си година в университета Белифермо, през 1999 г., Мур става съосновател на анимационното студио Cartoon Saloon с Пол Йънг и Нора Туоми. Студиото създава телевизионния сериал Skunk Fu!.
Първият анимационен игрален филм на Мур, който той режисира заедно с Нора Туоми, е Тайната на Келс (2009), написан от Фабрис Зиолковски по разказ на Мур и Ейдън Харт. Филмът е ръчно нарисувана анимация, която се развива в Ирландия от 9-и век, и е частично базирана и вдъхновена от ранната християнска история и легенди. Премиерата му е на 8 февруари 2009 г. на Международния филмов фестивал в Берлин. Филмът е номиниран за Оскар за най-добър анимационен игрален филм .
През 2014 г. Мур завършва втория си игрален филм, озаглавен Song of the Sea. Подобно на „Тайната на Келс“, той е традиционно анимиран и сюжетът се основава на ирландски фолклор. Филмът постига голям успех и номиниран за наградата Оскар за най-добър анимационен филм.
Също през 2014 г. Мур е сърежисьор на сегмент от продуцирания от Салма Хайек филм „Пророкът“ с Рос Стюарт, адаптиран от едноименната книга с есета с проза и поезия на Калил Джибран.
Третият режисьорски игрален филм на Мур (съвместно с Рос Стюарт), Wolfwalkers, е пуснат през 2020 г. Филмът е последната част от „Ирландската фолклорна трилогия“ на Мур.

## Филмография

### Филми
| Година | Заглавие                  | директор | Продуцент | Писател | Друго | Бележки                                 |
| ------ | ------------------------- | -------- | --------- | ------- | ----- | --------------------------------------- |
| 2009 г | Тайната на Келс           | Да       | Да        | Да      | Да    | Режисьорски дебют Дизайнер на персонажи |
| 2014 г | Песен на морето           | Да       | Да        | Да      | Не    |                                         |
| 2014 г | Пророкът на Калил Джебран | Да       | Не        | Не      | Да    | Сегмент (За любовта)                    |
| 2017 г | Хранителят                | Не       | Да        | Не      | Не    |                                         |
| 2020 г | вълкоходци                | Да       | Да        | Да      | Не    |                                         |
| 2022 г | Драконът на баща ми       | Не       | Да        | Не      | Не    |                                         |
| 2023 г | Изобретателят             | Да       | Да        | Не      | Да    |                                         |

### Сериали и ТВ филми
| Година        | Заглавие               | Продуцент | Друго | Бележки                              |
| ------------- | ---------------------- | --------- | ----- | ------------------------------------ |
| 1999 г        | Под дървото глог       | Не        | Да    | Телевизионен филм Продуктов дизайнер |
| 2015 – 2016 г | Puffin Rock            | Да        | Да    | Също и сътворец                      |
| 2015 г        | Еди от вечните царства | Да        | Не    |                                      |

## Награди и номинации
За Тайната на Келс
- 2008: Награда за намиране на режисьори в серията Directors Finders в Ирландия[3] (спечелена)
- 2009: Награда на публиката на Международния фестивал за анимационни филми в Анси (спечелен)
- 2009: Награда на публиката на Международния филмов фестивал в Единбург (спечелен)
- 2009: Награда Рой Е. Дисни на 2D или не 2D филмовия фестивал в Сиатъл[4] (спечелен)
- 2009: Награда на град Кечкемет на 6-ия фестивал на европейските игрални анимационни филми и телевизионни програми[5] (спечелен)
- 2009: Голяма награда за най-добър филм на Международния фестивал на анимационните филми в Анси (номиниран)
- 2009: Най-добър анимационен филм на Европейските филмови награди (номиниран)
- 2009: Награда Ани за най-добър анимационен филм (номиниран)
- 2010: Награда за най-добра анимация на 7-те ирландски филмови и телевизионни награди[6] (спечелена)
- 2010: Награда за изгряваща звезда, спонсорирана от Bord Scannán na hÉireann/ Ирландския филмов съвет на 7-те ирландски филмови и телевизионни награди[6] (спечелен)
- 2010: Европейска награда за анимационен филм на Британските награди за анимация[7] (спечелен)
- 2010: Ирландски филмови и телевизионни награди за най-добър филм (номиниран)
- 2010: Награда Оскар за най-добър анимационен игрален филм (номиниран)
- 2010: Награда на Националното общество на карикатуристите Рубен за игрална анимация (номинация)

За песента на морето
- 2014: Prix Special du жури на Festival International des Voix du Cinéma d'Animation, Port Leucate, Франция[8] (спечелен)
- 2014: Награда Ани[9] за режисура в продукция на анимационен филм (номинация)
- 2014: Награда Ани за най-добър анимационен филм (номиниран)
- 2014: Награда Ани за дизайн на персонажи в продукция на анимационен филм с Мари Торхауге, Сандра Андерсън и Роза Балестър Кабо (номинация)
- 2015: Награда Оскар за най-добър анимационен игрален филм с Пол Йънг (номиниран)
- 2015: Награда Сезар за най-добър анимационен игрален филм (номиниран)
- 2015: Сателитна награда за най-добър анимационен игрален филм (спечелен)
- 2015: Ирландски филмови и телевизионни награди за най-добър филм (спечелен)
- 2015: Награда на Националното общество на карикатуристите Рубен за игрална анимация (спечелена)

За Wolfwalkers
- 2020: Фестивал на AFI за разказ с Рос Стюарт (спечелен)
- 2020: Награди на Чикагската асоциация на филмовите критици за най-добър анимационен филм с Рос Стюарт, Нора Туоми и Пол Йънг (спечелен)
- 2020: Награди на Асоциацията на филмовите критици в Далас-Форт Уърт за най-добър анимационен филм с Рос Стюарт (подгласник)
- 2020: Награди от кръга на филмовите критици във Флорида за най-добър анимационен филм с Рос Стюарт (номиниран)
- 2020: Награди Gotham за най-добър международен филм с Рос Стюарт (номиниран)
- 2020: Награди на Асоциацията на филмовите критици в Лос Анджелис за най-добър анимационен филм с Рос Стюарт (спечелен)
- 2020: Награди на Асоциацията на филмовите критици на музикалния град за най-добър анимационен филм с Рос Стюарт, Нора Туоми, Пол Йънг и Стефан Роланс (номинирани)
- 2020: Награди на кръга на филмовите критици в Ню Йорк за най-добър анимационен филм с Рос Стюарт (спечелен)
- 2020: Награди на Обществото на онлайн филмовите критици за най-добър анимационен филм с Рос Стюарт (номиниран)
- 2020: Награди на Обществото на филмовите критици в Сан Диего за най-добър анимационен филм с Рос Стюарт (спечелен)
- 2020: Награди от кръга на филмовите критици в района на залива на Сан Франциско за най-добър анимационен филм с Рос Стюарт (номиниран)
- 2020: Награди на Обществото на филмовите критици в Сиатъл за най-добър анимационен филм с Рос Стюарт (спечелен)
- 2020: Награди на Асоциацията на филмовите критици в Сейнт Луис за най-добър анимационен филм с Рос Стюарт (номиниран)
- 2020: Награди на Асоциацията на филмовите критици в Торонто за най-добър анимационен филм с Рос Стюарт (спечелен)
- 2020: Награди на Асоциацията на филмовите критици във Вашингтон за най-добър анимационен филм с Рос Стюарт (номиниран)
- 2020: Награди на Лондонския кръг на филмовите критици за техническо постижение на годината с Рос Стюарт (номиниран)
- 2021: Сателитна награда за най-добър анимационен игрален филм с Рос Стюарт (спечелен)
- 2021: Награда Златен глобус за най-добър анимационен игрален филм с Рос Стюарт (номиниран)
- 2021: Асоциация на холивудските критици за най-добър анимационен филм с Рос Стюарт (спечелен)
- 2021: Награда на Гилдията на продуцентите за най-добър анимационен филм с Пол Йънг, Нора Туоми и Стефан Роланс (номиниран)
- 2021: Награда на Гилдията на арт директорите за продуцентски дизайн в анимационен филм с Рос Стюарт и Мария Пареха (номинация)
- 2021: Награда BAFTA за най-добър анимационен филм с Рос Стюарт и Пол Йънг (номиниран)
- 2021: Награда Ани за най-добър анимационен филм – Независим (спечелен)
- 2021: Награда Ани за режисура в анимационна игра с Рос Стюарт (спечелена)
- 2021: Награда Ани за продуцентски дизайн в анимационна игра с Рос Стюарт и Мария Пареха (спечелена)
- 2021: Награда Оскар за най-добър анимационен игрален филм с Рос Стюарт, Пол Йънг и Стефан Роланс (номиниран)